# Bart Simpson
Vous lisez un « bon article » labellisé en 2009.  Il fait partie d'un « bon thème ».
Bartholomew JoJo « Bart » Simpson est un des personnages principaux de la série télévisée d'animation Les Simpson et fait partie de la famille Simpson. Il est doublé par Nancy Cartwright dans la version originale, par Joëlle Guigui et par Nathalie Bienaimé depuis la vingt-troisième saison dans la version française et par Johanne Léveillée en français québécois. Bart est apparu pour la première fois à la télévision avec le reste de la famille dans le court métrage Good Night, le 19 avril 1987. Il a été créé par le dessinateur Matt Groening, à qui il avait été fait appel pour lancer une série de courts métrages basée sur Life in Hell, mais celui-ci a décidé de créer un nouvel ensemble de personnages. Alors que les autres personnages de la famille Simpson sont nommés d'après la famille de Groening, le nom de Bart est une anagramme du mot anglais brat, signifiant « morveux ». Après avoir fait l'objet de courts métrages durant trois ans, la famille Simpson a eu droit à sa propre série sur le réseau Fox dès le 17 décembre 1989.
Âgé de dix ans, Bart est le seul garçon d'Homer et Marge, et le frère aîné de Lisa et Maggie. Les traits de caractère les plus importants de Bart sont son espièglerie, son attitude rebelle et son manque de respect envers l'autorité. Il est apparu dans d'autres médias sur le thème des Simpson, dont des jeux vidéo, un film, The Simpsons Ride, des publicités et des bandes dessinées, et a inspiré toute une gamme de produits dérivés.
Durant les deux premières saisons des Simpson (de 1989 à 1991), Bart était le personnage principal de la série, ce qui a entraîné un phénomène qui a été nommé « Bartmania ». Les tee-shirts arborant différentes phrases récurrentes de Bart sont devenus très populaires, se vendant à un million d'exemplaires par jour à leur niveau maximum. Son attitude rebelle et la fierté qu'il tire de ses sous-performances ont amené plusieurs parents et éducateurs à l'accuser d'être un mauvais modèle pour les enfants. Aux alentours de la saison 3, la série a commencé à se concentrer davantage sur la famille entière, bien que Bart soit resté l'un des personnages les plus importants de la série. Le magazine Time a répertorié Bart dans les cent personnes les plus influentes du siècle et Nancy Cartwright a remporté plusieurs récompenses pour son doublage de Bart, dont un Primetime Emmy Award en 1992 et un Annie Award en 1995.

## Rôle dansLes Simpson
La série d'animation Les Simpson se place dans une chronologie généralement admise comme se déroulant durant l'année actuelle, mais où les personnages ne vieillissent pas physiquement. Dans plusieurs épisodes, les événements sont liés à des périodes spécifiques mais la chronologie s'est ensuite parfois contredite. L'année de naissance de Bart est spécifiée dans Vive les mariés (saison 3, 1991) comme étant 1981 (il aurait été conçu après que Homer et Marge ont vu Star Wars, épisode V : L'Empire contre-attaque). Il a vécu avec ses parents dans le Lower East Springfield jusqu'à ce que la famille Simpson achète sa première maison. Lorsque Lisa est née, le garçon a d'abord été jaloux de l'attention qu'elle recevait, mais fut heureux de découvrir que « Bart » fut le premier mot prononcé par sa sœur. Le premier jour d'école de Bart s'est passé au début des années 1990 dans l'épisode Le Saxe de Lisa. Son enthousiasme initial a été dissipé par une enseignante insensible et Marge est devenue inquiète que quelque chose aille mal avec lui. Un jour, pendant la récréation, Bart a rencontré Milhouse et a commencé à s'amuser avec lui et d'autres élèves. L'épisode Les Années 90 (saison 19, 2008) est entré en contradiction avec la plupart de l'histoire déjà établie ; par exemple, il a été révélé qu'Homer et Marge étaient un couple sans enfants dans le début des années 1990.
Les divers loisirs de Bart sont le skateboard, la télévision (particulièrement l'émission fictive de Krusty le clown, qui inclut la série animée Itchy et Scratchy), les bandes dessinées (surtout Radioactive Man) et les jeux vidéo. Il est inscrit à l'école élémentaire de Springfield où il est dans la classe d'Edna Krapabelle. Bien qu'il soit trop jeune pour avoir un emploi à temps plein, il a déjà eu des emplois à temps partiel. Il a travaillé comme employé de bar au club du Gros Tony dans Le Petit Parrain (saison 3, 1991), comme assistant de Krusty le clown dans Bart devient célèbre (saison 5, 1994), dans une boîte de strip-tease dans Bart chez les dames (saison huit, 1996), a brièvement possédé sa propre entreprise dans L'Ennemi d'Homer (saison huit, 1997), et a remplacé le vendeur de BD en compagnie de son copain Milhouse Van Houten dans Le Pire Épisode (saison 12, 2001).

## Personnage

### Création

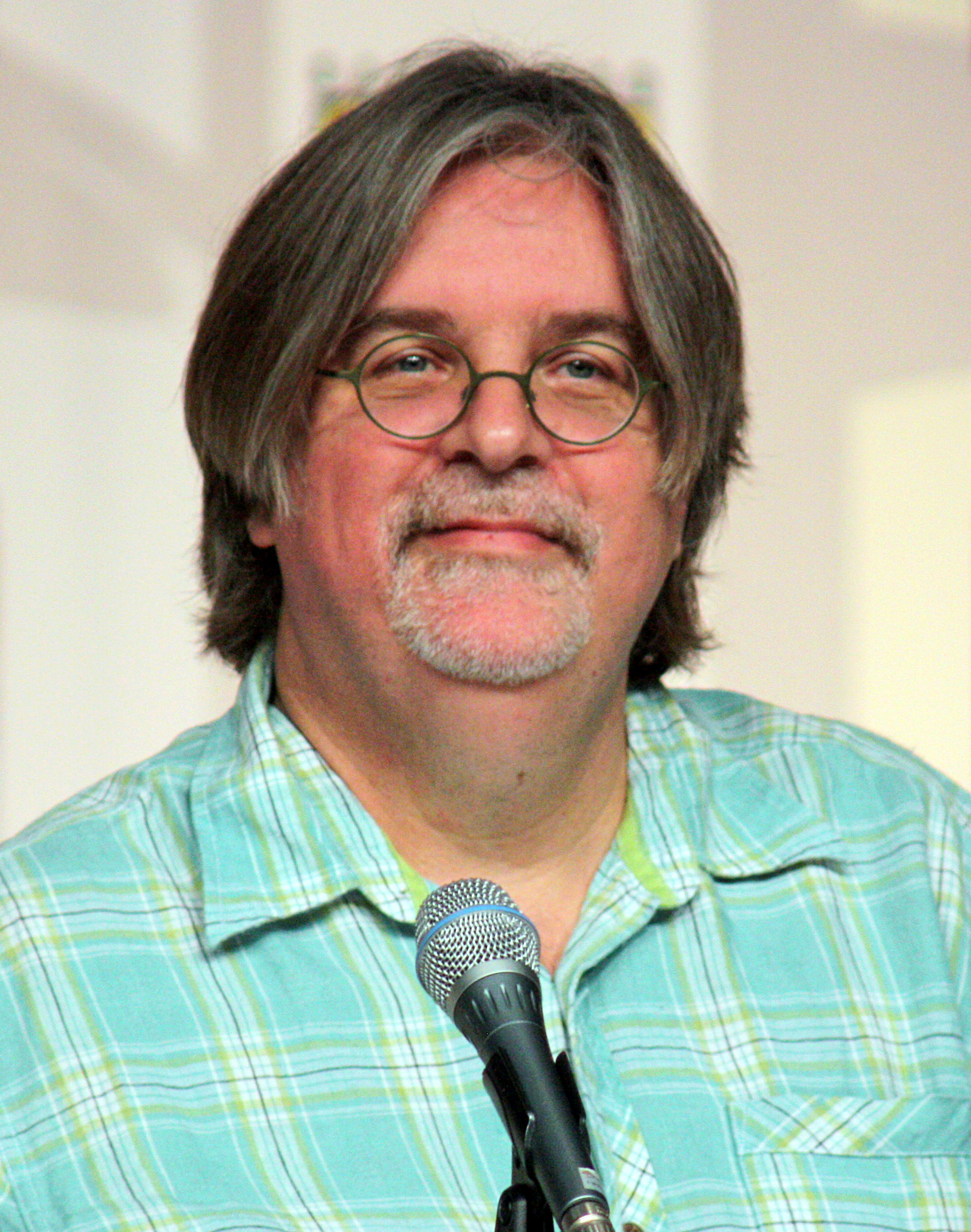
Matt Groening en 2009

Matt Groening a conçu Bart et le reste de la famille Simpson en 1986 dans l'entrée du bureau du producteur James L. Brooks. Il avait fait appel à Groening pour lancer une série de courts métrages d'animation pour The Tracey Ullman Show, qui serait adaptée de son comic strip Life in Hell. Lorsqu'il a réalisé que l'animation de Life in Hell demanderait qu'il renonce aux droits de publication, Groening a décidé d'aller dans une direction différente et a rapidement esquissé une famille dysfonctionnelle, nommant les personnages d'après les membres de sa famille. Pour le fils de la famille, il a remplacé son nom par « Bart », une anagramme du mot anglais brat signifiant « môme, garnement », car il trouvait que nommer le personnage Matt serait trop évident pour lui.
Bart devait initialement être un enfant « plus doux, comme un jeune tourmenté qui se pose des questions existentielles et qui se parle à lui-même », mais le personnage a changé, se basant sur le jeu de voix de Cartwright. Groening a cité différentes personnalités qui ont été des sources d'inspiration pour la création de Bart, le frère aîné de Matt Groening ayant en grande partie inspiré l'attitude de Bart,,. Bart a été conçu comme une version extrême du personnage typique de l'enfant qui se comporte mal, réunissant les traits de personnages comme Tom Sawyer et Huckleberry Finn. L'initiale médiane du nom de Bart, le « J », est un hommage à des personnages comme Bullwinkle J. Moose et Rocky l'écureuil volant de The Rocky and Bullwinkle Show, dont la lettre J désignerait Jay Ward,. D'après le livre Bart Simpson's Guide to Life, le deuxième prénom complet de Bart serait JoJo.
Bart a fait ses débuts avec le reste de la famille Simpson le 19 avril 1987 dans Good Night, un court métrage du Tracey Ullman Show. En 1989, les courts métrages ont été adaptés pour devenir Les Simpson, dont les épisodes, durant un peu moins d'une demi-heure, sont diffusés sur le réseau Fox. Bart et la famille Simpson sont restés les personnages principaux de cette nouvelle série.

### Apparence
Bart, comme de nombreux personnages des Simpson, est jaune de peau. L'ensemble de la famille Simpson a été conçu de façon que chacun des personnages soit reconnaissable uniquement grâce à sa silhouette. La famille a d'abord été dessinée grossièrement, car Groening avait envoyé des croquis basiques aux animateurs, supposant qu'ils les affineraient ; mais ils ont simplement retracé les croquis. L'apparence originale de Bart, celle des premiers courts métrages, présente une chevelure plus pointue, les pointes ayant des longueurs différentes. Le nombre de celles-ci fut plus tard limité à neuf, toutes étant de la même taille. Au moment de la conception de Bart, Groening dessinait en noir et « ne pensait pas que Bart pourrait finalement être en couleur », ce qui a donné à Bart ces pointes qui semblent être une extension de sa tête. Les particularités du design de Bart ne se retrouvent généralement pas chez les autres personnages. Par exemple, aucun autre personnage des épisodes récents n'a une chevelure semblable à celle de Bart, bien que la chevelure de certains des personnages secondaires des premières saisons évoquait celle de Bart.
La forme basique et rectangulaire de la tête de Bart a été décrite par le réalisateur Mark Kirkland comme une boîte à café. La tête de Homer est également rectangulaire (bien qu'elle se finisse en forme de dôme) tandis que Marge, Lisa et Maggie ont une tête sphérique. Les différents animateurs ont des méthodes différentes pour le dessin de Bart. L'ancien réalisateur Jeffrey Lynch commençait avec une forme de boîte, y ajoutait successivement les yeux, la bouche, les pointes des cheveux, les oreilles et enfin le reste du corps. Matt Groening commence habituellement avec les yeux, puis le nez, pour ensuite esquisser l'ensemble de la tête de Bart. Beaucoup d'animateurs ont eu des difficultés à dessiner les pointes des cheveux de Bart uniformément ; une des astuces qu'ils utilisent est d'en dessiner une à droite, une à gauche, une au milieu, puis de continuer à en ajouter une au milieu de l'espace restant jusqu'à ce qu'il y en ait neuf.
Dans l'épisode de la saison 7 Simpson Horror Show VI, Bart a été animé par ordinateur en 3D au cours de la partie de l'épisode Homer³. Les réalisateurs de l'animation par ordinateur venaient de Pacific Data Images. Quand ils ont conçu le modèle 3D du personnage, les animateurs ne savaient pas comment ils pourraient rendre les cheveux de Bart. Cependant, ils se sont rendu compte qu'il y avait des poupées en vinyle de Bart en production et en ont acheté une pour l'utiliser en tant que modèle.

### Voix

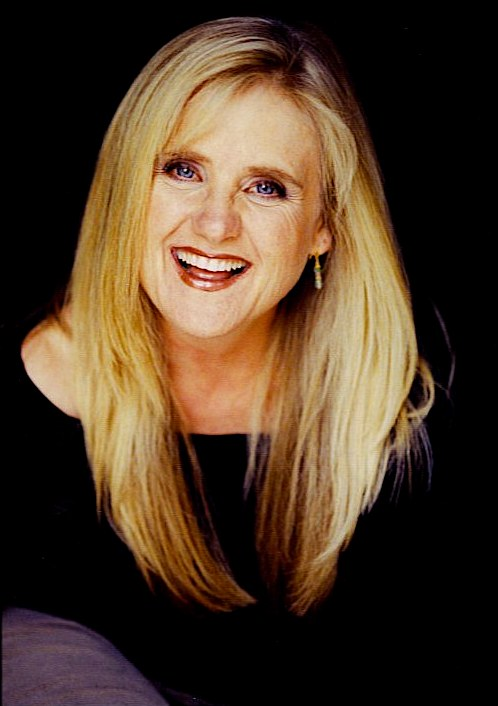
Nancy Cartwright

La voix originale de Bart est enregistrée par Nancy Cartwright, qui double également de nombreux autres personnages dans la version originale, comme Nelson Muntz, Ralph Wiggum, Todd Flanders et Kearney Zzyzwicz. Alors que les acteurs de Homer et Marge ont été retenus car ils faisaient déjà partie du Tracey Ullman Show, les producteurs ont décidé de tenir un casting pour les rôles de Bart et Lisa. Yeardley Smith avait initialement auditionné pour le rôle de Bart, mais la directrice de casting Bonita Pietila trouvait sa voix trop aiguë. Smith a plus tard dit : « J'ai toujours énormément parlé comme une fille. J'ai lu deux lignes du rôle de Bart et ils ont dit « Merci d'être venue ! » (I always sounded too much like a girl. I read two lines as Bart and they said, 'Thanks for coming!'). Smith a finalement reçu le rôle de Lisa. Le 13 mars 1987, Nancy Cartwright auditionnait pour le rôle de Lisa. Après être arrivée à l'audition, elle a trouvé que Lisa était trop décrite comme la « cadette » et qu'elle n'avait, à l'époque, que peu de personnalité. Cartwright s'est montrée plus intéressée envers le rôle de Bart, qui était décrit comme « sournois, qui ne réussit pas, qui déteste l'école, irrespectueux et ingénieux ». Matt Groening lui a laissé sa chance à l'audition, et après avoir entendu sa prestation, lui a donné le rôle de Bart. Nancy Cartwright est la seule des six voix originales principales à s'être entraînée sur son jeu de voix avant de commencer la série.
La voix normale de Cartwright n'a « aucune trace apparente de Bart » (no obvious traces of Bart). La voix est venue naturellement à Cartwright ; avant le Tracey Ullman Show, elle avait utilisé des éléments de celle-ci dans des séries telles que Mon petit poney, Les Snorky et Les Pitous. Cartwright a décrit la voix de Bart comme facile à réaliser, allant jusqu'à dire que « certains personnages demandent un peu plus d'efforts, un contrôle respiratoire supérieur, quel qu'il soit techniquement. Mais Bart est facile à faire. Je peux me glisser dans le personnage sans difficulté. » (Some characters take a little bit more effort, upper respiratory control, whatever it is technically. But Bart is easy to do. I can just slip into that without difficulty.). Elle lit habituellement chaque ligne du scénario cinq ou six fois. Dans les épisodes qui font appel à un flashforward (projection dans l'avenir), c'est aussi Cartwright qui assure la voix originale de Bart. Dans l'épisode Le Mariage de Lisa (saison 6, 1995), la voix de Bart a été aggravée par voie électronique.
Malgré la célébrité de Bart, Cartwirght est rarement reconnue en public. Quand elle est reconnue dans la rue et qu'on lui demande d'interpréter la voix de Bart devant des enfants, elle refuse car « ça leur donne la frousse ». Durant la première saison des Simpson, le réseau Fox n'a pas autorisé Cartwright à donner des interviews car ils ne voulaient pas faire savoir que Bart était interprété par une femme.
Jusqu'en 1998, Cartwright était payée 30 000 $US par épisode. Durant un conflit de paye en 1998, le réseau Fox a menacé de remplacer les six acteurs principaux par de nouveaux, allant même jusqu'à préparer un casting pour les nouvelles voix. Cependant, le différend a été réglé et Cartwright a reçu 125 000 $US par épisode jusqu'en 2004 après quoi les acteurs ont demandé à être payés 360 000 $US par épisode. Le problème a été résolu un mois plus tard et Cartwright gagnait 250 000 $US par épisode. Depuis les nouvelles négociations de salaires en 2008, les acteurs des voix originales reçoivent approximativement 400 000 $US par épisode.
La voix française de Bart est celle de Joëlle Guigui, qui a déclaré que Bart était « une des facettes de sa personnalité ». Elle fut remplacée par Nathalie Bienaimé pour certains épisodes de la saison 21 en raison de problèmes de santé. En 2012 lors du doublage de la saison 23, Nathalie Bienaimé intègre définitivement l'équipe pour doubler Bart Simpson. L'actrice québécoise qui double Bart est Johanne Léveillée.

### Éléments récurrents
À un moment donné du générique des Simpson, la caméra se déplace vers l'école élémentaire de Springfield, Bart étant alors vu en train d'écrire de nombreuses fois un message sur le tableau noir de sa classe vraisemblablement comme punition. Ce message, qui change d'épisode en épisode, est aussi connu sous le nom de « gag du tableau noir » (chalkboard gag en anglais). Le message fait parfois appel à l'humour politique comme « Roter n'est pas couvert par le premier amendement » et à des références à la culture populaire comme « Je ne peux pas voir les morts ». Les animateurs sont en mesure de produire les gags du tableau noir rapidement et, dans certains cas, de les changer pour les adapter à l'actualité. Par exemple, le gag du tableau noir de Homer l'hérétique (saison 4, 1992) était « Je ne diffamerai pas La Nouvelle-Orléans ». Le gag a été écrit comme une excuse adressée à la ville pour une chanson controversée dans l'épisode de la semaine précédente, qui avait désigné La Nouvelle-Orléans comme une « ville de pirates, d'ivrognes et de putes ! » ,. De nombreux épisodes n'ont pas de gag du tableau noir parce qu'ils sont coupés afin de faire plus de place à l'histoire et au développement de l'intrigue.
Les gags téléphoniques à Moe font partie des premiers gags récurrents de Bart. Dans ceux-ci, Bart appelle le gérant de la Taverne de Moe, Moe Szyslak, et fait un jeu de mots sur le nom d'une personne imaginée, afin que Moe se ridiculise en demandant la personne à ses clients. Ces gags téléphoniques ont débuté dans Un atome de bon sens (saison 1, 1990), le troisième épisode à être diffusé, mais apparaissent aussi dans Une soirée d'enfer, le premier épisode à avoir été produit . Au fil de la progression de la série, il est devenu plus difficile pour les scénaristes de trouver de faux noms et d'écrire la réponse furieuse de Moe, les appels en tant que gags réguliers ont donc été abandonnés au cours de la quatrième saison,. Ils ont occasionnellement refait surface dans la série, y compris dans l'épisode de la saison 20 Fiston perdu, mais dans ce dernier, ils n'étaient pas spécifiquement adressés à Moe .
La phrase de Bart « Eat my shorts! » est un ajout libre de Cartwright par rapport au script initial, basé sur une expérience personnelle. Ainsi, alors qu'elle effectuait ses études supérieures, Cartwright faisait partie de la fanfare de Fairmont High School et un jour, au lieu de lancer le chant classique « Fairmont West! Fairmont West! », toute la fanfare a repris « Eat my shorts! » .
Plusieurs phrases récurrentes de Bart, telles que « Ay, caramba! », « No problemo ! » et « Va te faire shampooiner ! » (« Eat my shorts! » en VO, « Mange de la crotte ! » au Québec), sont apparues, en version originale, sur ses t-shirts aux débuts de la série . Cependant, Bart a rarement utilisé ces deux dernières phrases après qu'elles sont devenues populaires. L'épisode Bart devient célèbre tourne en ridicule l'humour basé sur les phrases récurrentes, Bart atteignant la notoriété auprès de Krusty le clown uniquement en répétant « J'ai rien fait. » . Les scénaristes avaient choisi cette phrase parce qu'ils en voulaient une « nulle », « pour faire remarquer comment des choses vraiment sans valeur peuvent devenir populaires » .
Bart apparaît fréquemment nu dans la série, bien que seules ses fesses soient visibles. Dans Les Simpson, le film (2007), Bart apparaît dans une scène où il fait du skateboard complètement nu ; plusieurs objets couvrent alors son organe génital, mais sa partie génitale peut être vu pendant un court instant. La scène a été l'une des premières travaillées pour le film, mais les producteurs étaient vraiment nerveux car ils craignaient que le film écope d'un classement R par la Motion Picture Association of America — « R » pour restricted : les mineurs (moins de 17 ans) doivent être accompagnés d'un adulte. Le film a plutôt été classé « PG-13 » par cette institution — parents strongly cautioned : accompagnement parental fortement recommandé, film déconseillé aux moins de 13 ans — et « PG » par la British Board of Film Classification — Parental Guidance : pour tout âge, mais il est conseillé que les parents soient présents, certaines scènes peuvent être peu convenables pour de petits enfants. La scène a été incluse dans la liste d'Entertainment Weekly des « 30 scènes nues inoubliables ».
Enfin, Bart incarne El Barto, le mystérieux bandit masqué à la manière de Zorro. On observe parfois son portrait ou son nom qu'il a tagué sur les murs de la ville, comme à l'entrée de l'hôtel de ville ou de la bibliothèque.

### Personnalité
Les traits de caractère de Bart que sont sa nature rebelle et son irrespect envers l'autorité ont été comparés à ceux des Pères fondateurs des États-Unis et il a été décrit comme une version mise à jour de Tom Sawyer et de Huckleberry Finn. Dans son livre Planet Simpson, Chris Turner (en) décrit Bart comme un nihiliste, un point de vue philosophique d'après lequel le monde est dénué de toute signification, tout but, toute vérité compréhensible ou toute valeur.
L'attitude rebelle de Bart a fait de lui un élève perturbateur de l'école élémentaire de Springfield où Bart est sous-performant et fier de l'être. Il est constamment en conflit avec son institutrice Edna Krapabelle, le principal Seymour Skinner et occasionnellement avec Willie. Bart est médiocre à l'école et en est bien conscient, ayant même une fois dit : « Je suis qu’un raté, un minable ». À une occasion, Lisa a réussi à prouver à Bart qu'il était plus bête qu'un hamster. Dans l'épisode Le Flic et la Rebelle (saison 3, 1992), Bart devient surveillant et ses notes augmentent, suggérant qu'il est mauvais car il n'est pas attentif et non parce qu'il est bête. Cette idée est renforcée dans l'épisode La Pilule qui rend sage (saison 11, 1999), dans lequel il est révélé que Bart souffre d'un trouble du déficit de l'attention. Son manque d'intelligence peut aussi être attribué à l'héréditaire « gène Simpson », qui affecte l'intelligence de la plupart des membres masculins de la famille Simpson. L'une des solutions tentées pour résoudre ce problème d'attention fut de lui acheter une batterie, instrument dans lequel il se revèlera être extrêmement doué. Bien qu'il soit sadique, superficiel et égoïste, Bart présente aussi de nombreuses qualités de haute intégrité et a montré à de nombreuses reprises qu'il avait un grand cœur. Il a, à quelques reprises, aidé le principal Skinner et Edna Krapabelle. Dans Un ennemi très cher (saison 5, 1994), Bart a accidentellement fait renvoyer Skinner et se lie d'amitié avec lui en dehors de l'école. Cependant, Skinner étant réembauché, Bart a compris que cela signifierait que les deux ne pourraient plus être amis.
En raison du caractère malicieux de Bart et du comportement souvent insensible et incapable de Homer, les deux ont des relations turbulentes. Bart s'adresse souvent à Homer par son propre nom plutôt qu'en l'appelant « Papa ». Homer est irascible et étrangle Bart lorsqu'il est en colère contre celui-ci. L'une des premières idées pour la série était que Homer soit très oppressif envers Bart, mais cela s'est atténué au fil des saisons. Même si le gag de l'étranglement de Homer sur Bart est resté assez récurrent, les deux personnages ont une certaine complicité qui rend souvent Marge et Lisa folles. Beaucoup d'épisodes montrent d'ailleurs Homer vouloir que son fils soit fier de lui avec plus ou moins de succès, ainsi que des scènes de tendresse entre les deux. Marge est beaucoup plus humaine et compréhensive qu'Homer, mais est tout de même souvent gênée par le comportement de Bart. Dans l'épisode Marge et son petit voleur (saison 7, 1995), elle sent qu'elle dorlote trop Bart et commence à l'ignorer après que celui-ci a volé. Au début de l'épisode, Bart se plaint que Marge soit trop attentionnée, mais quand l'attitude de Marge change, Bart se sent mal. En dépit de son attitude, Bart est parfois prêt à être moqué si c'est pour faire plaisir à sa mère. Il semble d'ailleurs que Marge soit le personnage de la famille que Bart veut contenter le plus. Dans l'épisode Une belle simpsonnerie (saison 3, 1991), Marge a dit : « Je sais que Bart n’est pas toujours facile, mais je sais aussi comment il est en dedans. Il a comme une flamme qui brûle. Ça a ses bons côtés. Mais quelques fois bien sûr ça lui fait faire des bêtises. ».
Bart a une rivalité avec sa petite sœur, Lisa, mais a une relation plus amicale avec Maggie. Cependant, ces deux personnages forment le binôme le moins exploré de la famille Simpson (aucun épisode ne traite de leur relation sauf l'épisode 18 de la saison 27). Même si Bart offense souvent Lisa, l'ayant déjà même frappé physiquement, les deux sont souvent très proches,. Bart se soucie profondément de Lisa et a toujours présenté ses excuses s'il était allé trop loin. Il croit aussi que Lisa est supérieure quand il s'agit de résoudre des problèmes et, souvent, lui demande des conseils. Bart est aussi très protecteur avec Lisa ; quand un petit dur s'attaque aux gâteaux de Lisa dans Terreur à la récré (saison 1, 1990), Bart se dresse immédiatement contre lui.
Bart est le meilleur ami de Milhouse Van Houten, bien que Bart ait parfois montré de l'embarras à propos de leur amitié. Bart a une mauvaise influence sur Milhouse et les deux ont été impliqués dans un grand nombre de méfaits qu'ils ont commis ensemble. En raison de ce problème, la mère de Milhouse l'interdit de jouer avec Bart dans Une belle simpsonnerie (saison 3, 1991). Alors qu'il a d'abord prétendu qu'il ne s'en souciait pas, Bart se rend finalement compte qu'il a besoin de Milhouse, et Marge parvient à convaincre Mme Van Houten de revoir sa position. Alors que Bart est dépeint comme un enfant cool et populaire, lui et Milhouse sont fréquemment la cible des agresseurs, y compris de Dolph, Jimbo, Kearney, et Nelson Muntz. Milhouse a dit que leur marche sur l'échelle sociale était « la 3 et demi. On va perdre la face mais on a une bonne raison. ». Bien que Bart et Nelson aient été des adversaires dans le passé, ils ont également été des amis proches par moments.
Bart est l'un des plus grands fans de l'animateur de télévision pour enfants Krusty le clown. Il a même dit une fois : « Toute ma vie est basée sur les leçons de Krusty » et dort dans une chambre remplie de marchandises de Krusty. Il a aidé le clown à maintes reprises en combattant, par exemple, la tentative de Tahiti Bob de faire croire que Krusty avait fait un vol à main armée dans Un clown à l'ombre (saison 1, 1990), en réunissant Krusty avec son père dans Tel père, tel clown ou en aidant Krusty dans sa vie professionnelle dans Krusty, le retour (saison 4, 1993). Pour sa part, Krusty ignore toujours en grande partie l'aide de Bart et le traite avec désintérêt. Au cours d'un été, Bart est envoyé pour sa plus grande joie au « Kamp Krusty » qui s'avère n'être finalement qu'une mascarade et un désastre pour le jeune Simpson qui cherche en vain à voir son idole absent. Finalement, sans trace de Krusty, Bart décide de quitter le camp en étant lassé d'attendre son clown préféré et ses produits dérivés défectueux. Krusty fait finalement son apparition pour calmer Bart et apaiser les tensions,.
L'une des idées originales de la série était que Bart voue un culte à un clown de télévision, mais qu'il n'ait aucun respect pour son père, bien que cette voie ne fut jamais directement explorée,. En conséquence, le style de Krusty est très proche de celui de Homer. Lorsque Bart a déjoué les plans de Tahiti Bob (Sideshow Bob en version québécoise) dans Un clown à l'ombre, il a déclenché une longue querelle entre les deux. Les auteurs ont décidé de faire revenir à maintes reprises Bob pour qu'il se venge de Bart. Bob a joué un rôle important dans onze épisodes mais a toujours échoué en fin de compte.

## Réception

### Bartmania

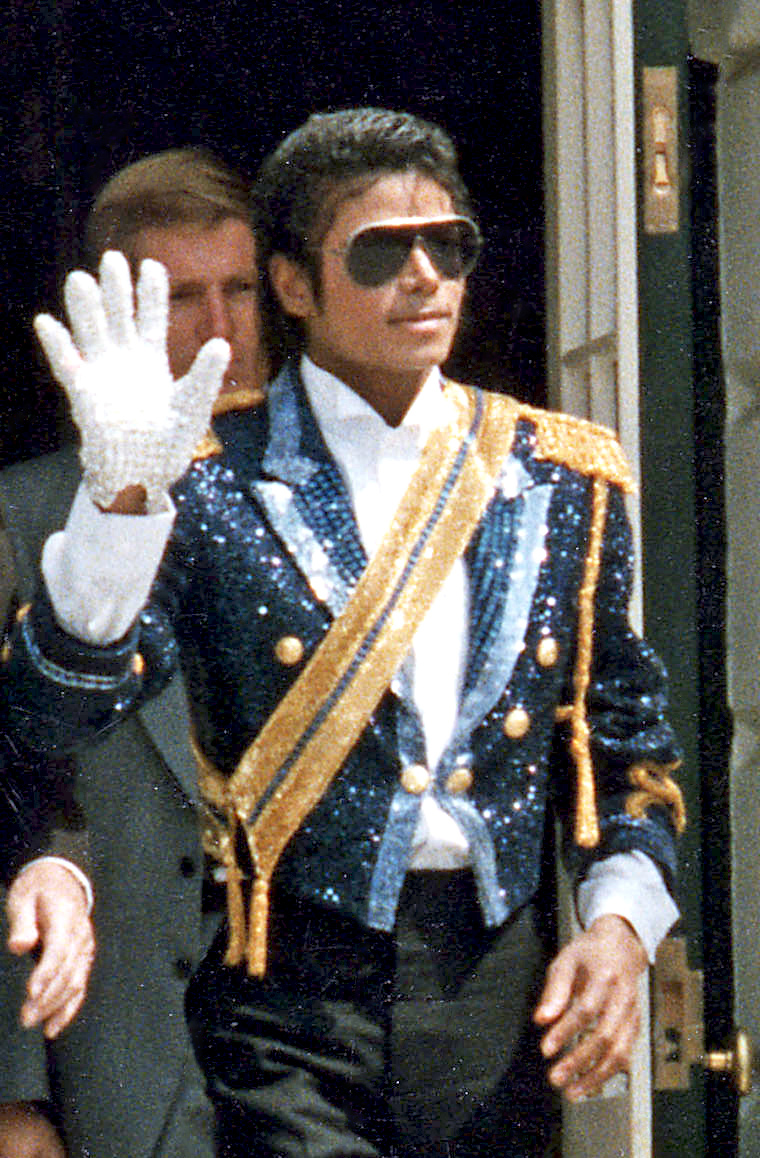
Michael Jackson, un fan de Bart, a écrit la chanson Do the Bartman.

Alors que les saisons récentes sont centrées sur Homer, Bart était le personnage principal dans la plupart des trois premières saisons. En 1990, Bart est rapidement devenu l'un des personnages les plus populaires de la télévision, phénomène qui a été nommé « Bartmania »,,,. Il est devenu le personnage des Simpson apparaissant le plus fréquemment sur les produits dérivés, comme sur les tee-shirts. Au début des années 1990, des millions de tee-shirts sur lesquels figurait Bart se sont vendus, un million s'étant vendu en quelques jours. Pensant que Bart est un mauvais modèle, plusieurs écoles publiques américaines ont interdit les tee-shirts représentant Bart à côté des titres tels que « I'm Bart Simpson. Who the hell are you? » (« Je suis Bart Simpson. Mais qui diable êtes-vous ? ») ou « Underachiever ('And proud of it, man!') » (« Sous-performant [et fier de l'être, mec !] »),,. Les produits dérivés des Simpson se sont très bien vendus et ont généré deux milliards de dollars américains durant les quatorze premiers mois de ventes. Le succès des produits dérivés de Bart Simpson ont donné lieu à d'importantes ventes de contrefaçons au marché noir, particulièrement de tee-shirts. Certains tee-shirts montraient Bart avec différents slogans, d'autres représentaient des versions différentes de Bart, dont Bart en tortue Ninja. Matt Groening ne s'oppose généralement pas aux marchandises de contrefaçon, à l'exception d'une série de tee-shirts montrant un Bart dans l'uniforme nazi ou en skinhead nazi. 20th Century Fox a poursuivi le créateur des tee-shirts, qui a finalement accepté de cesser de les fabriquer.
En raison du succès de la série, durant l'été 1990, le réseau FOX décida de changer le créneau horaire des Simpson, le déplaçant du dimanche à 20 heures (heure de l'Est) au jeudi, à la même heure. Cela l'a mise en concurrence avec le Cosby Show sur la NBC, série bénéficiant de très bonnes cotes d'écoute à l'époque,. Pendant l'été, plusieurs articles de presse sont parus, décrivant la rivalité supposée de « Bill vs Bart »,. Le numéro du 31 août 1990 du magazine Entertainment Weekly fait figurer une image de Bill Cosby portant un tee-shirt Bart Simpson. En raison de sa popularité, Bart était souvent le membre de la famille Simpson le plus mis en avant lors des publicités pour la série, même pour les épisodes dans lesquels il n'était pas impliqué dans l'intrigue principale.
Bart a été décrit comme « le roi de la télévision de 1990 ». Entertainment Weekly l'a nommé « amuseur de l'année » en 1990, écrivant que « Bart a prouvé qu'il était un rebelle qui est aussi un gentil garçon, une terreur qui est facilement effrayée ». Au Macy's Thanksgiving Day Parade de 1990, un grand ballon gonflé à l'hélium à l'effigie de Bart était présent ; le ballon de Bart est apparu dans chaque défilé depuis. L'épisode La Fugue de Bart, diffusé le même jour que le défilé, y fait référence quand Homer dit à Bart « C’est la tradition fiston, si on commence à fabriquer des ballons pour tous les personnages des nouveaux dessins animés, ça va devenir une véritable foire ce défilé. » Pendant ce temps, le spectateur peut rapidement voir un ballon de Bart derrière lui,.
L'album The Simpsons Sing the Blues est sorti en septembre 1990 et fut un succès, se plaçant troisième au Billboard 200 et étant certifié deux fois disque de platine par la Recording Industry Association of America. Le premier single de l'album est la chanson de rap Do the Bartman, interprétée par Nancy Cartwright et sortie le 20 novembre 1990. La chanson a été écrite par Michael Jackson, bien qu'il n'ait reçu aucun crédit. Michael Jackson était un fan des Simpson, particulièrement de Bart et a, une nuit, appelé les producteurs pour leur proposer d'écrire une chanson mettant en vedette Bart et de faire une apparition dans la série. Jackson a finalement fait une apparition en guest star (artiste invité) dans l'épisode Mon pote Michael Jackson (saison 3, 1991). Quant au single, alors qu'il n'est jamais sorti officiellement aux États-Unis, il a rencontré un fort succès au Royaume-Uni. En 1991, il a été le single numéro un au Royaume-Uni pendant trois semaines, du 16 février au 9 mars, et a été la septième meilleure vente de single de l'année. Il s'est vendu à un demi-million d'exemplaires et a été certifié disque d'or par la British Phonographic Industry le 1er février 1991.

### Récompenses

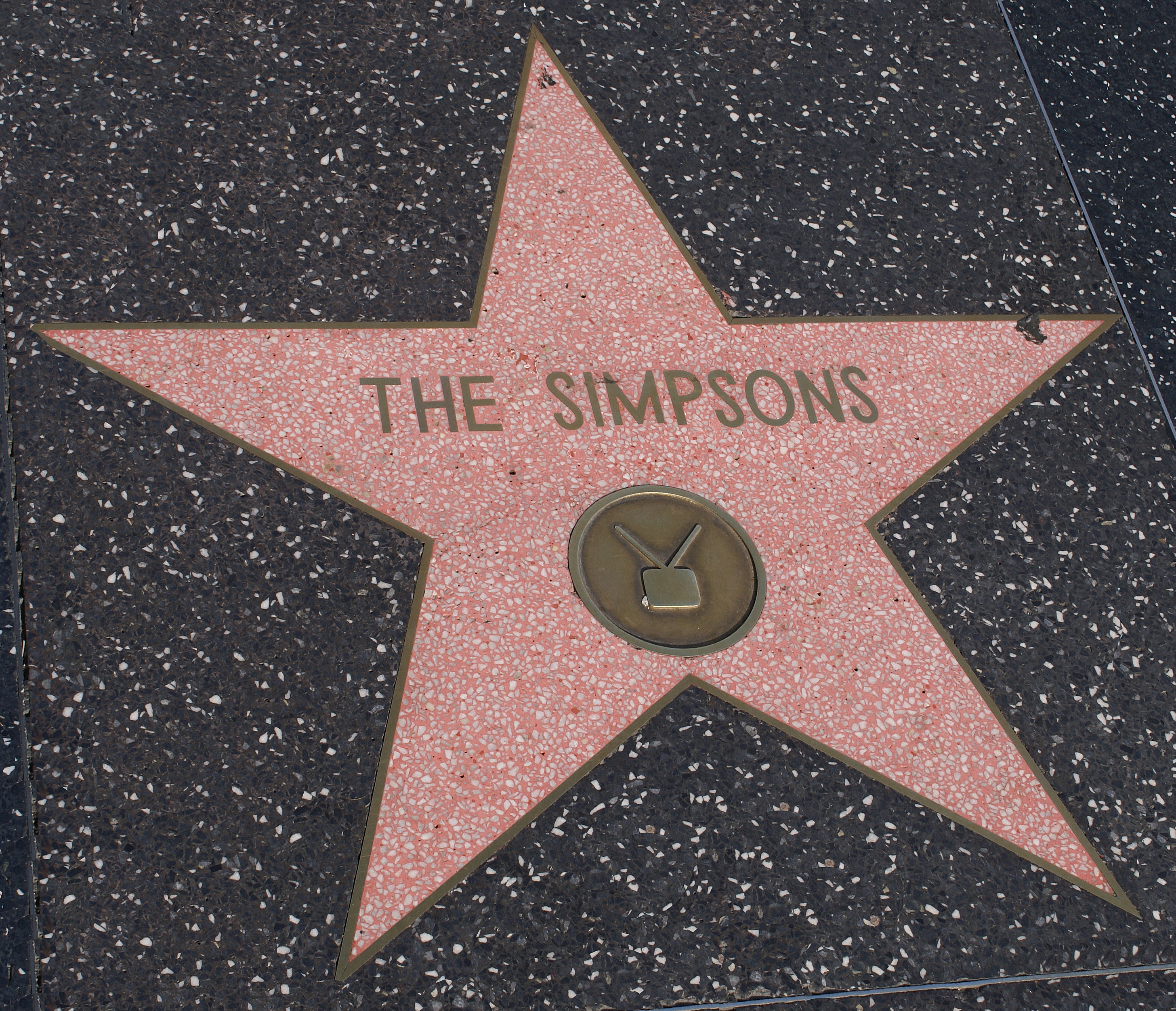
Étoile des Simpson sur le Hollywood Walk of Fame.

En 1998, le Time a inclus Bart Simpson dans le Time 100, la liste des cent personnes les plus influentes du siècle. Bart était alors le seul personnage fictif sur la liste. Il était auparavant apparu sur la couverture de l'édition du 31 décembre 1990. Bart et Lisa ont été classés onzièmes dans le classement du TV Guide des 50 plus grands personnages de dessin animé.
À la 44e cérémonie des Primetime Emmy Awards en 1992, Cartwright a remporté une récompense pour son excellente performance de voix-off de Bart dans l'épisode de la saison 3 Le Flic et la Rebelle. Elle a partagé cette récompense avec cinq autres doubleurs des Simpson. Divers épisodes dans lesquels Bart joue un rôle important ont également été nommés pour des Emmy Awards dans la catégorie du meilleur programme d'animation, dont Un puits de mensonges en 1992, Future Drama en 2005, Mon meilleur ennemi en 2006 et La Phobie d'Homer, qui a remporté la récompense en 1997. En 1995, Cartwright a remporté un Annie Award dans la catégorie des doublages dans le domaine de l'animation, pour son interprétation de Bart dans un épisode. En 2000, Bart et le reste de la famille Simpson ont reçu une étoile sur le Hollywood Walk of Fame.

## Influence culturelle

### Bart, un mauvais modèle?
L'attitude rebelle de Bart, qui n'aboutit pratiquement jamais sur une punition pour son mauvais comportement, a amené des parents et des conservateurs à le considérer comme un mauvais modèle pour les enfants,. Robert Bianco de la Pittsburgh Post-Gazette a écrit que « [Bart] se montre plus malin que ses parents […] bref, il est l'enfant qu'on aurait aimé être, et celui dont on a peur que nos enfants deviennent comme lui. ». Dans les écoles, des éducateurs ont fait valoir que Bart était une « menace à l'éducation » en raison de ses « mauvais résultats et sa fierté de les avoir » et de son attitude négative à l'égard de son éducation. D'autres l'ont décrit comme « égoïste, agressif et mesquin ». En réponse à ces critiques, James L. Brooks a déclaré : « Je suis très méfiant envers la vision d'après laquelle tout le monde à la télévision est censé être un modèle à suivre, vous ne rencontrez pas partout ces modèles dans la vie réelle. Pourquoi la télévision devrait en être remplie ? ». Elizabeth Thoman, directrice exécutive du Center for Media and Values à Los Angeles, a commenté : « Si les enfants lèvent les yeux pour Bart Simpson, nous devons nous demander pourquoi nous utilisons la télévision pour représenter tous les modèles de notre société, un enjeu beaucoup plus large. […] Tant que nous perpétuerions l'idée de la télévision comme un lieu où vous rencontrez tous les modèles, nous laisserons la télévision devenir un système d'éducation ».
En 1990, William John Bennett, qui était à l'époque le « tsar » de la lutte contre la drogue pour l'Office of National Drug Control Policy des États-Unis, était en visite à un centre de désintoxication de Pittsburgh. Apercevant une affiche de Bart, il déclare alors : « J'espère que vous ne regardez pas les Simpson, n'est-ce pas ? Cette émission ne va pas vous aider d'une quelconque manière » (You guys aren’t watching The Simpsons, are you? That’s not going to help you any.). Quand l'affaire de ce commentaire peu flatteur a été divulguée au grand public, Bennett s'est excusé en affirmant qu'il ne faisait que plaisanter et a affirmé : « Je vais m'assoir avec cette petite tête pointue et nous allons régler cela » (I'll sit down with the little spike head. We'll straighten this thing out.) .
Dans une interview de 1991, Bill Cosby a décrit Bart comme un mauvais modèle pour les enfants, le qualifiant de « colérique, confus et frustré ». En réponse, Matt Groening a dit : « Cela résume parfaitement Bart. La plupart des gens sont dans une lutte pour être normaux, Bart pense que la normale est très ennuyeuse et fait des choses que d'autres souhaiteraient faire mais qu'ils n'osent pas faire ». Le 27 janvier 1992, le président américain George H. W. Bush a déclaré : « Nous allons continuer à essayer de renforcer la famille américaine, en faisant le plus de familles américaines ressemblant aux Waltons et le moins aux Simpson ». Les auteurs ont répondu ironiquement sous la forme d'un court extrait diffusé trois jours plus tard, avant la rediffusion de Mon pote Michael Jackson (Lobot-Homer au Québec), dans lequel Bart disait « Hé, nous sommes comme les Waltons. Nous prions également pour la fin de la crise »,.
Bien qu'il y ait plusieurs critiques sur le personnage, des commentaires favorables ont également été faits, de différents côtés. Peggy Charren, présidente de l'Action for Children's Television, une organisation dédiée à l'amélioration des programmes de télévision réservés aux enfants, a observé que « la famille Simpson est l'un des rares dessins animés télévisés qui fasse réfléchir […] Comment peut-on enseigner la Constitution en interdisant des tee-shirts ? ». La journaliste Erma Bombeck a écrit : « Les enfants ont besoin de savoir qu'il y a quelque part dans ce monde un garçon du même âge qu'eux qui peut réaliser toutes les choses dont ils fantasment ». En 2003, Bart s'est classé premier dans un sondage réalisé sur des parents au Royaume-Uni auxquels il avait été demandé « quel personnage de fiction avait le plus d'influence » sur les enfants de moins de 12 ans.

### Produits dérivés
En plus des tee-shirts, Bart est présent sur de nombreux autres produits dérivés sur le thème des Simpson, dont des casquettes de baseball, des aimantins, des porte-clefs, des boutons, des poupées, des affiches, des figurines, des horloges, des sculptures en stéatite, des boules de bowling et des sous-vêtements,. The Bart Book, un livre portant sur la personnalité de Bart, est sorti en 2004,. Bart Simpson's Guide to Life est un ouvrage qui parle aussi de Bart. The Simpsons and Philosophy: The D'oh! of Homer, qui n'est pas un livre officiel, inclut un chapitre analysant le personnage de Bart et le comparant à « l'idéal nietzschéen ».
Bart est apparu dans d'autres médias sur le thème des Simpson. Il est apparu dans chacun des jeux vidéo des Simpson, dont Bart Simpson's Escape from Camp Deadly, The Simpsons: Bart vs. the Space Mutants, The Simpsons: Bart's House of Weirdness, Bart vs. The Juggernauts, Bartman Meets Radioactive Man, Bart's Nightmare, The Simpsons: Bart and the Beanstalk et Les Simpson, le jeu, sorti en 2007. Parallèlement à la série télévisée, Bart apparaît régulièrement dans les numéros des Simpsons Comics, qui ont été publiés pour la première fois le 29 novembre 1993 et qui sont encore publiés mensuellement, et a aussi sa propre série, intitulée Bart Simpson Comics, qui est publiée depuis 2000,. Bart joue également un rôle dans The Simpsons Ride, lancé en 2008 à Universal Studios Florida et à Universal Studios Hollywood.
Bart et d'autres personnages tirés des Simpson sont apparus dans de nombreuses publicités télévisées pour Butterfinger de 1990 à 2001, avec le slogan « Nobody better lay a finger on my Butterfinger! », Lisa en faisant également occasionnellement la publicité. La campagne de publicité s'est arrêtée en 2001, à la grande déception de Cartwright. Bart apparaît aussi sur des publicités pour des marques telles que Burger King, C.C. Lemon, Church's Chicken, Domino's Pizza, KFC (PFK au Québec) et Subway. En 2001, Kellogg's a lancé une marque de céréales nommée Bart Simpson Peanut Butter Chocolate Crunch, qui a été disponible durant un temps limité,. Avant que la série dans son format d'une demi-heure ne soit diffusée, Matt Groening voulait faire de Bart le porte-parole de Jell-O. Il voulait que Bart chante « J-E-L-L-O », en rotant à la lettre O. Il pensait que les enfants essaieraient de le refaire le jour suivant, mais sa demande fut rejetée.
Le 9 avril 2009, le United States Postal Service a révélé une série de cinq timbres de 44 cents mettant en vedette Bart et les quatre autres membres de la famille pour célébrer le vingtième anniversaire de la série. Ils sont les premiers personnages de télévision à recevoir cet honneur alors que la série est encore en production. Les timbres, dessinés par Matt Groening, ont été rendus disponibles à l'achat le 7 mai 2009,.
Ces nombreux produits dérivés montrent à quel point Bart est devenu un personnage de fiction emblématique et qu'il a une importante influence sur la culture d'aujourd'hui.